# Hoogkamer
Hoogkamer was een kasteel of ridderhofstede in de Nederlandse plaats Oud-Vossemeer, provincie Zeeland.

## Geschiedenis
De Oud-Vossemeerpolder werd in 1411 bedijkt. Het huis zal daarna zijn gebouwd. De oudste vermelding dateert overigens pas uit 1580, toen de weduwe van Joachim Jacobs van Couwerve het huis 'Hoochcamer' in eigendom had. In 1612 werd Maria van Couwerve als eigenaresse genoemd.
In 1707 kocht Jacques Dallens de hofstede Hoogkamer aan, dat toen werd omschreven als een herenhuis, boerderij en schuur.

## Beschrijving
Er zijn 18e-eeuwse afbeeldingen bekend van het kasteel Hoogkamer. Op deze tekeningen heeft het kasteel torens, kantelen en weergangen en is het door een brede slotgracht omgeven. Waarschijnlijk berusten deze tekeningen vooral op fantasie.
Het is aannemelijker dat Hoogkamer een eenvoudige ridderhofstede was, bestaande uit een torenvormige herenkamer als onderdeel van een boerderij. Hoewel de naam Hoogkamer lijkt te verwijzen naar de kreek Hooge Kamer, lijkt het eerder dat de naam slaat op het uiterlijk van het gebouw: een torenvormig bouwwerk met kelder, opkamer en zolder. Deze toren kan uit de 16e eeuw dateren.
Nadat de boerderij in 1926 was verkocht en vervolgens werd afgebroken, zouden muurresten zijn gevonden van 60cm dik, die inderdaad wijzen op een bouwtijd in de 16e eeuw. De (inmiddels gedempte) grachten maken overigens wél een datering uit de middeleeuwen aannemelijk.
De kadastrale kaart uit begin 19e eeuw toont een omgracht complex, bestaande uit een L-vormig gebouw en een vierkant bouwwerk. Het is niet duidelijk of er nog een verband is met de (laat-)middeleeuwse bebouwing van Hoogkamer.
Mogelijk bevinden zich nog resten van de ridderhofstad onder de huidige boerderij.

## Legendes
Tussen Hoogkamer en de 500 meter oostelijker gelegen Torenhoeve zou volgens de verhalen een onderaardse gang hebben gelegen. Dit is echter praktisch onmogelijk vanwege de grondwaterstand.
Een ander verhaal vertelt over de ruzie tussen twee broers die Hoogkamer en de Torenhoeve bewoonden. De ruzie liep zo uit de hand dat de ene broer de andere zou hebben doodgeslagen. Eenzame voorbijgangers zouden de moordenaar in winternachten nog zien rondspoken, rijdend op een schimmel.
Aldegonde · Kasteel van Axel · Baarland · Baarsdorp · Barbestein · Biervliet · Bieweg · Blodenburg · Huis der Boede · Brijdorpe · Bruëlis · 't Burchtje · Burggravensteen · Buttinge · Coxijde · Crayenstein · Duinbeek · Duivelsberg · Ellewoutsdijk · Filippenburg · Geersdijk · Gistellis · Gravenhof · Slot Haamstede · Kasteel Hellenburg · Herkestein · Heuvelsweg · Hoge Huis · Ter Hooge · Hoogkamer · Kats · Kind van Trente · Kleverskerke · Kortgene · Kreke · Kruiningen · Laterdale · Lodijke · Maalstede (Hulst) · Maalstede (Kapelle) · Magdalon · Hof Ter Moere · Moermond · Te Mortiere · Muiden · Hof ter Nisse (Nisse) · Hof ter Nisse (Ossenisse) · Oostende · Oostende (Goes) · Oosterstein · Poelvoorde · Poortvliet · Popkensburg · De Pottere · Poucques · Pronkenburg · Ravenstein · Saeftingher Slot · Kasteel van Sint-Maartensdijk · Schengen · Sluis · Smallegange · Stavenisse · Tolhuis van Iersekeroord · Huus ter Tolne · Torenberg · Torenhoeve · Toren van Bourgondië · Troye · Valkenisse · Vinninghen · Vlissingen · Voorhoute · Waarde · Watervliet · Weldamme · Welland · Huis te Werf · Te Werve · Westenschouwen · Westhove · Westkerke · Windenburg · Zandenburg · Zwanenburg